# Borís Fomín
Borís Fomín   (Sant Petersburg, 12 d'abril de 1900 - Moscou, 25 d'octubre de 1948), rus: Бори́с Ива́нович Фоми́н, Borís Ivànovitx Fomín, fou un compositor i acordionista rus i soviètic, que va compondre principalment schlager i romances.
Algunes de les cançons de Fomín es van fer populars a la dècada del 1920, sobretot "Dorogoi dlinnoiu" (rus: Дорогой длинною, "Pel camí llarg"), coneguda habitualment per la seva versió anglesa "Those Were the Days", que es feu mundialment coneguda el 1968 per Mary Hopkin i acreditada a Eugene Raskin que el 1962 va escriure la lletra anglesa per a la cançó i va reclamar la cançó com a seva. Va ser composta per Borís Fomín el 1924, interpretada i enregistrada per primera vegada per Tamara Tsereteli (1925) i Aleksandr Vertinski (1926); va ser aquest darrer qui la va popularitzar a l'estranger.

## Biografia
Borís Ivànovitx Fomín va néixer a Sant Petersburg. El seu pare Ivan Iàkovlevitx (1869-1935) era un oficial de l'exèrcit d'alt rang al servei de l'oficina de control militar de l'Estat, que comptava amb Mikhaïl Lomonóssov entre els seus parents llunyans. La seva mare Ievguénia Ioànnovna Pekar (1872–1954), una filla de la dama de companyia d'Alexandre II, era d' origen austríac; es va casar amb un home italià (però aviat es va divorciar), i el talent musical d'aquest últim va ser heretat pel seu net, que als quatre anys ja tocava bé l'acordió, tot i tenir dificultats evidents per a sostenir-lo.Borís tenia tres germanes, Valentina (un any més gran), Lídia i Olga, 8 i 12 anys més joves, respectivament.
A instàncies del seu pare, Borís va ser enviat a una realschule, però la seva passió per la música era impossible d'ignorar. A l'edat de dotze anys, es va incorporar a la classe de piano de la professora del Conservatori Anna Iéssipova, la llista d'alumnes de la qual incloïa Serguei Prokófiev. Després de la mort de Iéssipova el 1914, Fomín, tutoritzada per dos dels seus col·legues, Benditski i Sàkharov, es va unir a la Filharmònica de Sant Petersburg. Un any després es va inscriure al Conservatori de Sant Petersburg. La seva educació es va veure interrompuda per la Revolució de 1917 i després no va intentar completar-la. En perspectiva, els seus biògrafs argumentaren que el diploma del Conservatori hauria fet més fàcil la seva vida posterior.
El març de 1918, convidat personalment per Vladímir Lenin a unir-se a l'aparell militar del nou govern bolxevic, Ivan Fomin va venir a Moscou i aviat va traslladar la seva família a un pis de cinc habitacions a la zona de Txístie prudí. A principis de 1919, Borís Fomín es va presentar voluntari a l'Exèrcit Roig. Com a graduat a la realschule, va ser enviat a treballar en la reparació i restauració dels ferrocarrils de primera línia. Al cap d'un temps, va començar a donar concerts just al front.

### Carrera
En tornar del front, es va declarar de seguida mestre de la romança. Una de les primers, la qual després va donar la volta a tot el món i encara s'interpreta - "Només una vegada a la vida hi ha reunió", rus: Только раз бывает в жизни встреча, La va dedicar a la cantant gitana Maria Fiódorovna Massalskaia. Entre altres romances conegudes es troben "Dorogoi dlinnoiu" (rus: Дорогой длинною, "Pel camí llarg"), amb lletra de Konstantín Podrevski, "Ei, amic de la guitarra", rus: Эй, друг-гитара, "Els teus ulls verds", rus: Твои глаза зелёные i moltes altres.
Tanmateix, a la Conferència de Música de Totes les Rússies a Leningrad, celebrada el 1929, la romança va ser reconeguda com a gènere contrarevolucionari i, en conseqüència, prohibida. Després d'això, l'obra de Fomín va caure en l'oblit. Com es va descobrir més tard mitjançant una investigació arxivística d'Aleksandr Znàtnov), "Dorogoi Dlinnoiu", una desagradable nostàlgia dels "temps antics", va ser prohibida anteriorment, el 1927.
El 1937 Fomin va ser arrestat, aparentment a causa de les violacions, a la Rússia de províncies, de la prohibició d'interpretar les seves cançons. Va passar un any a la Presó de Butirka, i després va ser alliberat.Corria la brama que Stalin admirava la seva cançó "Saixa" (amb lletra de Pàvel Guerman), interpretada per Izabel·la Iúrieva, tot i que els biògrafs dubten que hagués estat un motiu prou bo perquè el líder soviètic interferís personalment per ell. Consideren que l'alliberament és el resultat combinat de la mala salut del pres i la raó "tècnica" d'almenys alguns dels seus acusadors i investigadors d'haver estat detingut i processat al seu torn, una situació poc habitual a l'altura de la Gran Purga.Dues de les cançons que va escriure a finals dels anys 30 després es van fer famoses: Izumrud, rus: Изумруд ("Esmaragda") i Ne govori mne etikh slov nebrejnikh, rus: Не говори мне этих слов небрежных ("No em diguis aquestes paraules tan descarades"). Moltes altres s'han perdut.
Tot i així, el 1939–1940 les cançons de Fomín van començar a sortir de nou en dis, interpretades per Izabel·la Iúrieva ("Saixa", rus: Саша, "Canta, gitano!", rus: Пой, цыган! Poi, tsigan!, "Només una vegada", rus: Только раз Tolko raz, "Tot està per davant", rus: Все впереди Vse vperedi), Tamara Tsereteli ("No puc estimar-te", rus: Я не могу любить (Я не люблю тебя), "Prou, falcó, no estiguis trist", rus: Полно, сокол, не грусти Polnó, sokol, ne grusti, "La trobada", rus: Встреча Vstretxa) i Klàvdia Xuljenko ("Nas aguilenc", rus: Курносый Kurnossi,"Paraules senzilles", rus: Простые слова, Próstie slova).
Quan va esclatar la Gran Guerra Patriòtica, Fomín es va quedar a la ciutat. Amb el suport del ministeri de l'Interior, va organitzar el teatre Iastrebok (Jove falcó) que durant gairebé un any fou l'únic que funcionava a la capital soviètica i va actuar regularment per als combatents de l'Exèrcit Roig de primera línia. El sentit de la urgència i el fet de tornar a ser sol·licitat li va tornar a donar energia per combatre la malaltia. Va escriure més de 150 cançons de temes bèl·lics; almenys tres d'elles foren enregistrades i llançades el 1945 per Klàvdia Xuljenko. Quan la Guerra va acabar i els oficials van començar a tornar a Moscou, Fomín es va tornar a convertir en un autor "oblidat". El seu nom va ser "recordat", breument, amb la campanya inspirada per la doctrina Jdànov de 1946, i Fomín es va trobar a la llista dels "extraterrestres ideològics", encapçalada per Mikhaïl Zósxenko i Anna Akhmàtova.

### Mort
Durant molts anys, Fomin va patir tuberculosi, tot i que es negava totalment a considerar-se a si mateix com un malalt. Per a la gent que l'envoltava semblava una “font d'optimisme”, segons Galina Aleksàndrovna, la seva dona, "escrivia cançons de nit, perquè no tenia prou temps. Sempre em vaig meravellar per la seva incansabilitat: un home molt malalt, mai desesperat, sempre va creure en un futur millor ... [estava segur] que la campanya antiromanç era una mena de ceguesa momentània i que el temps seria Vine i que arribaria un moment que la gent començaria a cantar les seves cançons de nou. Aparentment, aquesta creença li donava força."
El 1948 la salut de Fomín es va deteriorar i va anar a una clínica anomenada Visokie Gori. Els seus amics van aconseguir procurar-li una mica de penicil·lina, una raresa en aquells dies a l'URSS, només disponible per als membres de la nomenclatura. La cura podria haver salvat la seva vida abans, però ara era massa tard. Borís Ivànovitx Fomín va morir el 25 d'octubre de 1948. Va ser enterrat al cementiri de Vvedénskoie.

## Llegat
Borís Fomín, que va escriure més de 400 cançons, tres ballets i tres operetes, es va fer reconegut als anys vint com a mestre de la romança russa. Després de 1929, quan tot el gènere rebé fou considerat "contrarevolucionari", Fomín va caure en l'oblit i es van prohibir tots els seus famosos èxits. A la Unió Soviètica post-stalinista alguns d'ells foren reviscolats (sobretot, per Nani Bregvadze, que va interpretar i enregistrar "Dorogoi dlinnoiu" el 1967), però sempre com a "cançons populars", l'autor de les quals no era acreditat. A finals de la dècada del 1990 i a principis dels anys 2000, artistes populars com Oleg Pogudin i Nina Xàtskaia van començar a interpretar les cançons de Fomín. La primera biografia completa de Fomín, "El perdedor feliç", rus: Счастливый неудачник Stxastlivi neudàtxnik, d'Elena i Valeri Ukolovs va aparèixer el 2000. El llegat de la cançó del compositor va gaudir d'un renaixement, i el públic general de Rússia va quedar impressionat en adonar-se que alguns de les romances més estimades, que creien que eren cançons 'tradicionals' o 'populars', van ser escrites per Borís Fomín, un compositor el nom del qual no havia estat esmentat a la premsa soviètica durant dècades.